# Reggenza di Bone Bolango
La reggenza di Bone Bolango è un distretto dell'Indonesia, nella provincia di Gorontalo, sull'isola di Sulawesi. Ha una popolazione di 141.721 abitanti ed il suo capoluogo è Suwawa.